# Bled (comune)
Bled (in sloveno Občina Bled) è un comune (občina) della Slovenia. Ha una popolazione di 7 835 abitanti. Appartiene alla regione statistica dell'Alta Carniola. La sede del comune si trova nella città di Bled.

## Storia
La prima menzione documentale di Bled quale Ueldes, posta nella marca Craina, è del 10 aprile 1004 in un diploma imperiale di Enrico II a favore della chiesa vescovile di Bressanone e il suo vescovo Albuino. Nel 2006, parte del territorio comunale di Bled è passato sotto il comune di Gorje.

## Geografia antropica

### Suddivisioni amministrative
Il comune di Bled è suddiviso in 10 insediamenti (naselija):
- Bled, insediamento capoluogo comunale
- Bodešče
- Bohinjska Bela
- Koritno
- Kupljenik
- Obrne
- Ribno
- Selo pri Bledu
- Slamniki
- Zasip

## Amministrazione
| Periodo | Periodo   | Primo cittadino | Partito | Carica  | Note |
| ------- | --------- | --------------- | ------- | ------- | ---- |
| 1994    | 1998      | Vinko Golc      |         | sindaco |      |
| 1998    | 2002      | Boris Malej     |         | sindaco |      |
| 2002    | 2006      | Jože Antonič    |         | sindaco |      |
| 2006    | 2010      | Janez Fajfar    |         | sindaco |      |
| 2010    | 2014      | Janez Fajfar    |         | sindaco |      |
| 2014    | in carica | Janez Fajfar    |         | sindaco |      |

### Gemellaggi
- Doberdò del Lago, dal 1998
- Bressanone, dal 2004
- Velden am Wörther See, dal 2004